# 希爾伯特第四問題
希爾伯特第四問題為大卫·希尔伯特于1900年提出的一则几何学基本问题，為23個問題之一，主旨是建立所有度量空間使得所有線段為測地線。由於希爾伯特對於這個問題的定義過於含糊，所以此問題未能有一確實定義性的解答。德國數學家喬治·哈梅爾提出一個解答。

## 外部連結
- 評《希爾伯特的23個數學難題》 （页面存档备份，存于）
- 希尔伯特23个问题及解决情况[永久]